# Nisa Nulan
Nisa Nulan is een bestuurslaag in het regentschap Flores Timur van de provincie Oost-Nusa Tenggara, Indonesië. Nisa Nulan telt 494 inwoners (volkstelling 2010).